# 庆丰茶园
庆丰茶园，又名翠芳楼，是一座曾位于中国辽宁省沈阳市沈河区中街的评剧剧场。现址为刘老根大舞台。

## 历史
1908年4月，庆丰茶园在沈阳市沈河区正阳街落成。起初，庆丰茶园为单层建筑，以演出落子戏为主。庆丰茶园地处盛京城内繁华商业地带，内部设施比较高雅、舒适，吸引了大量的社会上层人物前来品茶听戏。庆丰茶园的戏班因表演形式和演出内容丰富多彩，被誉为沈阳“三大茶园”之一。1911年，由于沈阳发生鼠疫，娱乐活动进入萧条，庆丰茶园被迫关闭。1912年，庆丰茶园被戏班艺人王明义与袁绶卿合伙出资买下，并在里面增加了土制的简单戏台子，改名为明卿大舞台。 1931年九一八事变前，庆丰茶园因发展需要，由袁绶卿、于德宝等共同出资改建为三层大楼，并更名庆丰电影院，开始影剧兼营。1933年，日本人长桥荣一接办经营庆丰电影院，改名为奉天大舞台。 1948年11月，庆丰茶园由东北人民政府接管并改名为辽宁大舞台。2003年4月1日，剧场改名为刘老根大舞台，主演东北二人转。